# Peritrox denticollis
Peritrox denticollis är en skalbaggsart som beskrevs av Bates 1865. Peritrox denticollis ingår i släktet Peritrox och familjen långhorningar.
Artens utbredningsområde är:
- Paraguay.
- Uruguay.

Inga underarter finns listade i Catalogue of Life.